# Davide IV di Georgia
Davide IV di Georgia, noto anche come Davide il Fondatore (in georgiano დავით აღმაშენებელი?, Davit Aghmashenebeli; Kutaisi, 1073 – Tbilisi, 24 gennaio 1125), fu sovrano della dinastia bragatide del regno di Georgia dal 1089 al 1125.
Da alcuni autori è anche indicato come Davide II di Georgia.
Considerato dalla tradizione come il più grande sovrano georgiano, è celebrato per essere riuscito a scacciare gli invasori selgiuchidi dal suolo georgiano vincendo la battaglia di Didgori nel 1121.
Grazie alle sue riforme in campo militare ed amministrativo, la nazione georgiana riuscì a rafforzarsi e a portare sotto il controllo del regno georgiano gran parte della regione del Caucaso. Grande sostenitore della Chiesa e della religione cristiana, venne canonizzato dalla Chiesa ortodossa georgiana.

## Biografia
Unico figlio ed erede di re Giorgio II, e di sua moglie Elene, nacque a Kutaisi, nella Georgia occidentale nel 1073, salì al trono in uno dei momenti più bui e terribili della storia georgiana, la cosiddetta Grande offensiva turca (in georgiano didi turkoba), quando i Turchi Selgiuchidi iniziarono l'invasione in massa del Caucaso meridionale in un grande flusso migratorio verso sud. Fu proprio in occasione di queste invasioni che, a causa della sua inettitudine nel fronteggiare questo grave evento, re Giorgio II fu costretto da un sanguinoso colpo di mano contro di lui a deporre lo scettro in favore del figlio ancora sedicenne nel 1089.

### La restaurazione dello Stato georgiano
A dispetto della sua giovanissima età, il nuovo sovrano era già ben addentro la vita politica del regno e intraprese una politica coraggiosa senza mai fare passi avventati e sconsiderati. Ben determinato a riportare ordine e stabilità al suo dominio, cercò di sottomettere alla sua autorità tutti i suoi feudatari, sia secolari che ecclesiastici, e si adoperò per una maggiore centralizzazione dell'amministrazione del regno. Una riforma molto importante fu operata in campo militare, con il rafforzamento del suo esercito affinché fosse capace di perseguire il suo principale obiettivo, scacciare i Selgiuchidi prima dal suolo georgiano e poi dall'intera regione caucasica. Tra il 1089 e il 1100 l'esercito di Davide IV restaurò l'ordine dov'era l'anarchia e scacciò gli invasori turchi da gran parte del suo regno, ricostruendo le città e le campagne devastate dai saccheggi e dalle razzie. Incoraggiato da questi successi, ma anche grazie all'avvento della campagna crociata in Palestina che allentò di molto la presa turca sulla regione, egli iniziò a rifiutarsi di pagare l'annuale tributo di sottomissione agli invasori e pose fine al loro flusso migratorio periodico verso le sue terre.
Nel 1101 Davide IV conquistò l'importante fortezza di Zedazeni, punto cruciale per la riconquista delle regioni di Kakheti ed Hereti, e nell'arco dei tre anni successivi conquistò tutta la Georgia orientale.
Nel 1093 sconfisse il potente signore feudale Liparit Baghvashi, un nemico ostile alla corona dei Bagrationi, e lo esiliò dalla Georgia nel 1094, e dopo la morte del figlio di Liparit, Rati, Davide IV abolì il loro Ducato di Kldekari nel 1103, annettendone i territori.
Nel 1099 il suo potere era talmente forte da rifiutarsi non solo di pagare i suoi tributi ai Turchi, ma di rifiutare anche il titolo vassallo di panipersebastos da parte dell'Impero Bizantino, che da sempre considerava la Georgia dei Bagrationi come suo protettorato. Di fatto Davide fu l'ultimo sovrano georgiano a essere investito di un titolo appartenente alla burocrazia bizantina.
Nel 1103 Davide si adoperò per rafforzare l'autorità del sovrano nel regno georgiano e nel sinodo tenutosi nel convento di Urbnisi, noto appunto come Sinodo di Ruis-Urbnisi, egli si conciliò con i vescovi che gli si opponevano e riunificò in una sola figura istituzionale, quella di Tchqondidel-Mtzignobartukhutsesi (lontanamente paragonabile a quella di Primo Ministro), le duplici cariche secolare di Mtzignobartukhutsesi (Consigliere) e religiosa di Tchqondidi (Vescovo).
Durante l'anno successivo, i sostenitori di Davide nella provincia orientale di Kakheti, si ribellarono al loro sovrano, il re Aghsartan II, e si unirono al regno di Davide IV.

### Campagne militari
A seguito dell'annessione del regno di Kakheti, nel 1105, Davide IV mise in rotta una spedizione punitiva inviata contro di lui dall'Impero Selgiuchide nella battaglia di Ertzukhi, grazie alla quale ottenne il dominio delle fortezze di Samshvilde, Rustavi, Gishi, e Lorri tra il 1110 ed il 1118.
Tuttavia iniziarono a sorgere diversi problemi che ostacolarono le sue campagne, primo fra tutti il bisogno da parte della sua popolazione di ritornare alle proprie case da dove mancava da più di vent'anni di guerra, a cui si aggiungevano le prime ribellioni da parte dei suoi nobili. Molto saggiamente Davide IV risolse queste questioni attuando una radicale riforma del suo esercito; egli permise un grande flusso migratorio nei suoi territori da parte di una grande tribù di Kipchaki dal nord del Caucaso, con l'obbligo che ognuna delle 40.000 famiglie che la componevano fornissero un uomo e un cavallo da porre al servizio del suo esercito. Questo nuovo esercito, forte di 40.000 unità, era alle dirette dipendenze del sovrano, che aveva fatto insediare in diverse regioni della Georgia, soprattutto lungo le zone di confine.
Nel 1120 Davide IV si spostò con le sue nuove truppe lungo il confine occidentale e diede l'assalto all'esercito arabo mettendolo in rotta, per poi penetrare oltre confine e conquistare la regione dello Shirvan e occupare la città di Qabala. Nell'inverno a cavallo tra il 1120 ed il 1121, attaccò con successo tutti gli avamposti turchi a ridosso della regione del Trancaucaso liberandola dalla minaccia selgiuchide.
Preoccupati di queste offensive da parte di un regno cristiano in rapida crescita ed espansione nel sud del Caucaso, gli stati musulmani, guidati dal sultano Mahmud ben Muhammad, organizzarono una coalizione contro il regno georgiano forte di circa 600.000 uomini, secondo le cronache cristiane, ma più probabilmente vicina alle 200.000-250.000 unità, numero di gran lunga superiore in ogni caso all'esercito georgiano del sovrano bagratione, che poteva contare su circa 56.000 uomini. Il 12 agosto 1121, nonostante la pesante disparità numerica tra le forze in campo, l'esercito di Davide IV sconfisse i musulmani nella battaglia di Didgori, conseguendo quella che è sempre stata considerata nella tradizione storica la più grande vittoria ottenuta da un esercito georgiano. La vittoria conseguita sul campo di battaglia segnò definitivamente l'ascesa della Georgia come potenza politica e militare nella regione caucasica.
Le sue recenti vittorie militari permisero a Davide IV di conseguire uno degli obiettivi principali della sua campagna, ovvero la conquista di Tbilisi che nel 1122 elesse come nuova capitale del regno georgiano. Uomo illuminato e di cultura, Davide promosse la tolleranza nei confronti delle altre religioni, abrogando ogni istituto che fosse discriminante o vessatorio nei confronti dei suoi sudditi di fede islamica ed ebraica, e ponendo sotto la sua personale protezione gli studiosi sufi e musulmani. Nel 1123 l'esercito georgiano liberò l'ultimo avamposto arabo in terra georgiana, la città di Dmanisi, nella Georgia orientale. Nel 1124 l'avanzata consolidò definitivamente il controllo della regione di Shirvan e proseguì con la conquista della città armena di Ani, espandendo i confini del regno fino alle sponde del fiume Aras. Il popolo armeno lo considerò un liberatore ed andarono ad ingrossare le file del suo esercito. Fu allora che Davide IV assunse il titolo di Spada del Messia. In una coppa di rame risalente all'epoca di questo sovrano sono incise le parole:
La sua benevolenza nei confronti delle altre religioni e delle altre etnie segnarono così profondamente la cultura armena da restare una caratteristica costante di questo regno anche dopo la morte di Davide IV. Costui morì il 24 gennaio 1125 e il suo corpo, così come era nelle sue volontà, venne seppellito sotto una pietra posta all'ingresso principale del monastero di Gelati, in modo tale che chiunque entrasse in quel luogo fosse obbligato a posare il piede sulla sua tomba, dando così dimostrazione di profonda umiltà.

### Eredità
Davide IV lasciò tre figli:

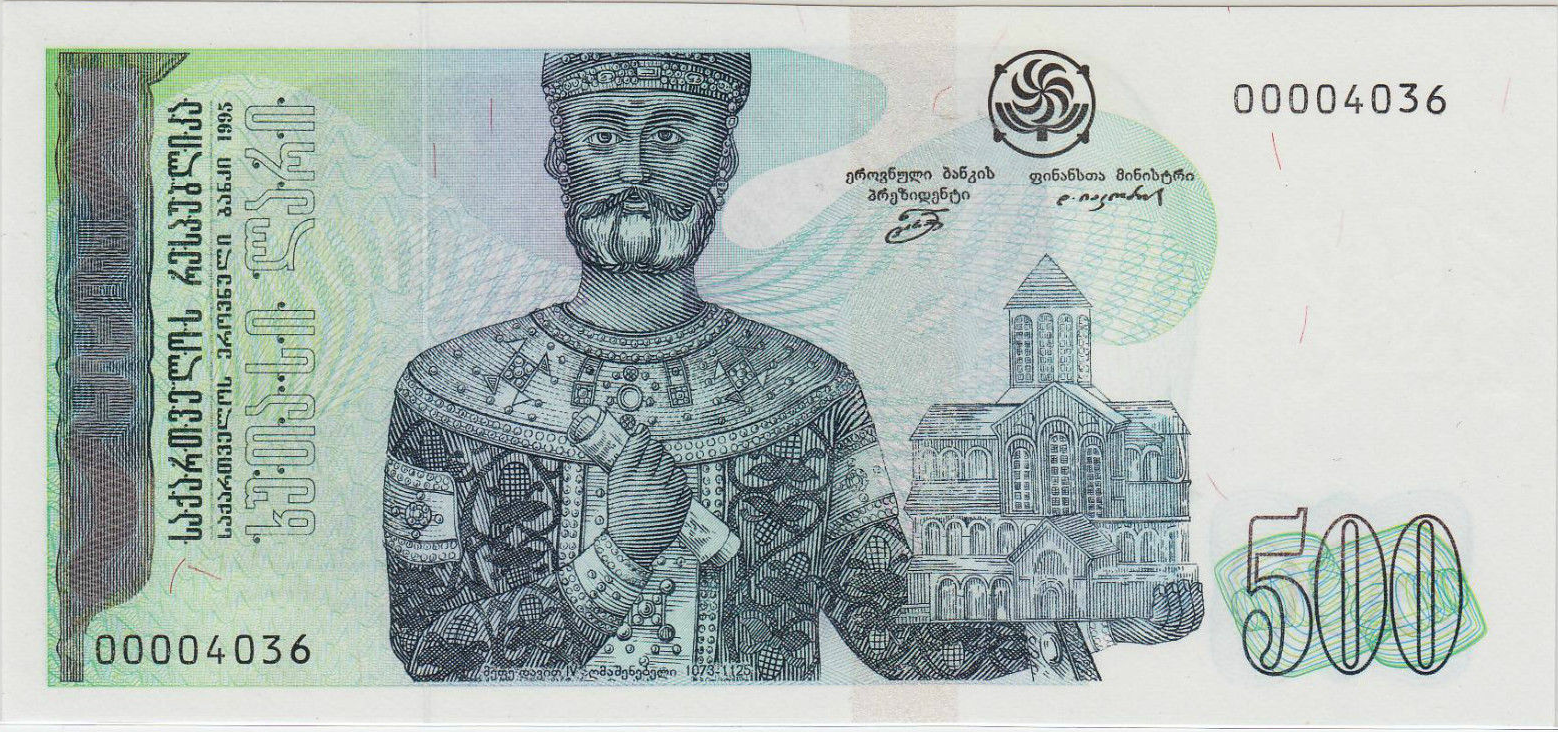
500 lari che raffigurano Davide IV di Georgia

- Demetrio, il futuro Demetrio I di Georgia, suo successore e continuatore della sua politica di espansione e consolidamento del regno;
- Tamar, che sposò Abul Muzaffar Manuchahr II;
- Kata, che andò in sposa ad Isacco Comneno, figlio dell'imperatore bizantino Alessio I, e divenne la madre dell'Imperatore Andronico I.

## Ascendenza
|                       |   |                      | Genitori                    |  |  | Nonni |  |  | Bisnonni             |  |  | Trisnonni             |  |
|                       |   |                      |                             |  |  |       |  |  | Giorgio I di Georgia |  |  | Bagrat III di Georgia |  |
|                       |   |                      |                             |  |  |       |  |  | Giorgio I di Georgia |  |  | Bagrat III di Georgia |  |
|                       |   | Marta                |                             |  |  |       |  |  | Giorgio I di Georgia |  |  |                       |  |
| Bagrat IV di Georgia  |   |                      |                             |  |  |       |  |  | Giorgio I di Georgia |  |  |                       |  |
|                       |   | Mariam di Vaspurakan | Giovanni-Senekerim Artsruni |  |  |       |  |  |                      |  |  |                       |  |
|                       |   | Mariam di Vaspurakan | Giovanni-Senekerim Artsruni |  |  |       |  |  |                      |  |  |                       |  |
|                       |   | Mariam di Vaspurakan | …                           |  |  |       |  |  |                      |  |  |                       |  |
| Giorgio II di Georgia |   | Mariam di Vaspurakan |                             |  |  |       |  |  |                      |  |  |                       |  |
|                       |   | …                    | …                           |  |  |       |  |  |                      |  |  |                       |  |
|                       |   | …                    | …                           |  |  |       |  |  |                      |  |  |                       |  |
|                       |   | …                    | …                           |  |  |       |  |  |                      |  |  |                       |  |
| Borena d'Alania       |   | …                    |                             |  |  |       |  |  |                      |  |  |                       |  |
|                       |   | …                    | …                           |  |  |       |  |  |                      |  |  |                       |  |
|                       |   | …                    | …                           |  |  |       |  |  |                      |  |  |                       |  |
|                       |   | …                    | …                           |  |  |       |  |  |                      |  |  |                       |  |
| Davide IV di Georgia  |   | …                    |                             |  |  |       |  |  |                      |  |  |                       |  |
|                       | … | …                    |                             |  |  |       |  |  |                      |  |  |                       |  |
|                       | … | …                    |                             |  |  |       |  |  |                      |  |  |                       |  |
|                       | … | …                    |                             |  |  |       |  |  |                      |  |  |                       |  |
| …                     | … |                      |                             |  |  |       |  |  |                      |  |  |                       |  |
|                       |   | …                    | …                           |  |  |       |  |  |                      |  |  |                       |  |
|                       |   | …                    | …                           |  |  |       |  |  |                      |  |  |                       |  |
|                       |   | …                    | …                           |  |  |       |  |  |                      |  |  |                       |  |
| Elene di Georgia      |   | …                    |                             |  |  |       |  |  |                      |  |  |                       |  |
|                       |   | …                    | …                           |  |  |       |  |  |                      |  |  |                       |  |
|                       |   | …                    | …                           |  |  |       |  |  |                      |  |  |                       |  |
|                       |   | …                    | …                           |  |  |       |  |  |                      |  |  |                       |  |
| …                     |   | …                    |                             |  |  |       |  |  |                      |  |  |                       |  |
|                       |   | …                    | …                           |  |  |       |  |  |                      |  |  |                       |  |
|                       |   | …                    | …                           |  |  |       |  |  |                      |  |  |                       |  |
|                       |   | …                    | …                           |  |  |       |  |  |                      |  |  |                       |  |
|                       |   | …                    |                             |  |  |       |  |  |                      |  |  |                       |  |